# كوسة لر سفلي
كوسة لر سفلي هي قرية في مقاطعة مياندوآب، إيران. عدد سكان هذه القرية هو 501 في سنة 2006.